# Ashcroftina-(Y)
L'ashcroftina-(Y) è un minerale.